# HD134874
HD134874 — хімічно пекулярна зоря спектрального класу B9, що має видиму зоряну величину в смузі V приблизно  7,7.
Вона  розташована на відстані близько 2363,5 світлових років від Сонця.

## Пекулярний хімічний склад
Зоряна атмосфера HD134874 має підвищений вміст 
Si
.